# Dr. Mario (série de jeux vidéo)
Pour le jeu vidéo homonyme, voir Dr. Mario (jeu vidéo).
Vous lisez un « bon article » labellisé en 2020.
Dr. Mario (ドクターマリオ, Dokutā Mario) est une série de jeux vidéo de type jeu de puzzle créée par Nintendo et publiée pour la première fois en 1990 avec le premier opus, Dr. Mario. Apparue dans les années 1990, peu après l'explosion de Tetris sur le marché du jeu vidéo, la série se compose exclusivement de jeu de puzzle possédant un gameplay s'inspirant directement de Tetris, dans lequel le joueur incarne un personnage généralement tiré de la franchise Mario qui doit éradiquer des virus. Chaque niveau se compose de virus de différentes couleurs, et dans les opus récents les niveaux comportent également des blocs destructibles pouvant gêner le joueur, que le joueur doit éliminer en alignant des gélules bicolores appelées « mégavitamines ». Bien que le gameplay des différents jeux de la série s'inspire de Tetris, la série présente quelques particularités comme l'utilisation de personnages jouables ou bien de power-ups. Chaque niveau se termine lorsque tous les virus ont été détruits.
Les jeux Dr. Mario se déroulent dans le royaume champignon (un royaume fictif dans lequel la quasi-majorité des jeux de la franchise Mario prennent place). Ce royaume est envahi par des virus provoquant un mouvement de panique parmi les habitants, forçant Mario à enfiler une blouse de laboratoire blanche et à lutter contre l'invasion des virus.
La série est composée de huit jeux vidéo mais le premier opus, Dr. Mario a fait l'objet de nombreuses rééditions et inclusions sur des compilations. Bien que n'étant pas l'une des franchises Nintendo les plus connues, certains opus de la série ont bénéficié de résultats commerciaux importants et d'une forte cote de popularité, tant chez les fans que chez les critiques. Certains éléments de la série reviennent dans d'autres jeux vidéo Nintendo.

## Historique

### Vue d'ensemble

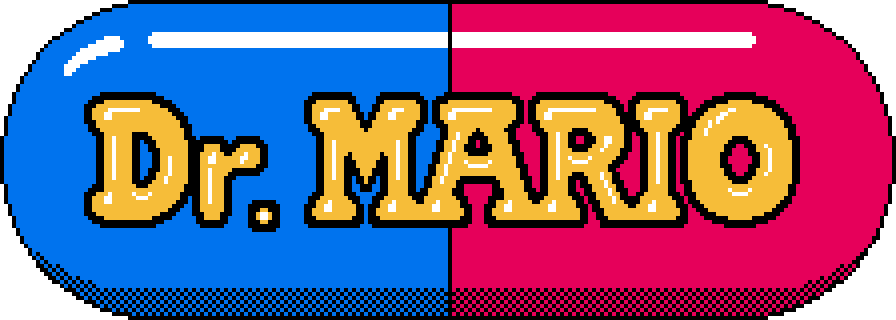
Le logo du premier jeu.

Conçue en 1990 par Gunpei Yokoi, la série fait sa première apparition le 14 octobre 1990 au Canada et aux États-Unis avec le jeu Dr. Mario sorti sur NES et Game Boy. Par la suite, la série se déclinera en huit jeux édités et publiés, sur différents supports, allant de la Gamecube aux systèmes d'exploitation mobiles Android et iOS. Tous les jeux de la série sont des jeux de puzzle ont été publiés entre 1990 et 2019. La plupart des jeux ont été développés par les studios de développement de Nintendo.

### Chronologie des sorties
| Jeux Dr. Mario |                             |
| 1990           | Dr. Mario                   |
| 1991           |                             |
| 1992           |                             |
| 1993           |                             |
| 1994           | Tetris and Dr. Mario        |
| 1995           |                             |
| 1996           |                             |
| 1997           |                             |
| 1998           |                             |
| 1999           |                             |
| 2000           |                             |
| 2001           | Dr. Mario 64                |
| 2002           |                             |
| 2003           |                             |
| 2004           |                             |
| 2005           |                             |
| 2006           |                             |
| 2007           |                             |
| 2008           | Dr. Mario & Bactéricide     |
| 2008           | Une pause avec... Dr. Mario |
| 2009           |                             |
| 2010           |                             |
| 2011           |                             |
| 2012           |                             |
| 2013           | Dr. Luigi                   |
| 2014           |                             |
| 2015           | Dr. Mario: Miracle Cure     |
| 2016           |                             |
| 2017           |                             |
| 2018           |                             |
| 2019           | Dr. Mario World             |

- Remake

Dr. Mario, sorti en 1990 sur Game Boy, et sur NES est le premier jeu de la série et est l'un des premiers jeux de type jeu de puzzle développé et édité par Nintendo. Le jeu est également sorti sur Famicom en 1990.
Tetris & Dr. Mario sort en 1994 sur Super Nintendo. Il s'agit d'un remake de Dr. Mario. Outre les graphismes modernisés, la principale différence de Tetris & Dr. Mario par rapport à Dr. Mario est que le jeu est couplé avec Tetris permettant ainsi d'alterner les deux gameplays qui, bien que ressemblant, présentent des différences. Ce jeu est ressorti au Japon le 30 mars 1997, en tant que titre téléchargeable par le Satellaview (une extension de la Super Nintendo), sous le nom Dr. Mario BS Version (Ｄｒ．マリオＢＳ版). Le jeu a encore été réédité au Japon en téléchargement sur le système Nintendo Power de la Super Nintendo et de la Game Boy.
Dr. Mario 64 sort en 2001 sur Nintendo 64. Le jeu a été développé par Newcom et édité par Nintendo. Le jeu dispose de plusieurs modes de jeu, dont un mode multijoueur et un mode histoire. Le gameplay reste similaire aux précédents jeux de la série. Le mode histoire met, notamment, en scène Wario et d'autres personnages tirés de Wario Land 3. Le jeu est également sorti sur iQue Player en 2003 mais uniquement en Chine. Le jeu sera réédité en 2003 dans la compilation Nintendo Puzzle Collection aux côtés des jeux Panel de Pon et Yoshi's Cookie.
Dr. Mario et Bactéricide, sort en 2008 sur WiiWare, et introduit la possibilité de jouer en ligne contre d'autres joueurs via la Nintendo Wi-Fi Connection. Le jeu est également connu sous le nom Dr. Mario Online Rx.
Une pause avec... Dr. Mario, également connu sous le nom Dr. Mario Express aux États-Unis est développé par Arika et édité par Nintendo pour le service DSiWare de la Nintendo DSi. Au Japon, il est sorti en même temps que le service, le 24 décembre 2008 avant de sortir en Amérique du Nord le 20 avril 2009 et en région PAL le 1er mai 2009.
Dr. Luigi sort en 2014 sur Wii U. Sorti le 16 janvier 2014 en France sur le service de téléchargement de la Wii U, le jeu a été développé par Nintendo SPD et Arika. Le jeu apporte quelques nouveautés mais conserve un gameplay similaires aux précédents opus.
Dr. Mario: Miracle Cure sort en 2015 sur Nintendo 3DS et est développé par Arika et Nintendo SPD et est édité par Nintendo. Le jeu reprend les codes et le gameplay des précédents jeux mais introduit un nouvel élément de gameplay: les power-ups apportant divers bonus au joueur. Le jeu reprend également la nouveauté apportée lors du précédent opus: les gélules en forme de « L ».
Dr. Mario World sort en 2019 sur iOS et Android. Le jeu a été développé par Nintendo EPD, Line Corporation et NHN Entertainment Corporation. Publié le 19 juillet 2019 et sorti dans cinquante-neuf pays, le jeu est un free-to-play.

## Trame

### Scénario
La série ne comporte pas de scénario chronologique.

#### Dans les jeux
Les jeux, à l'instar de la plupart des jeux vidéo de puzzle, ne comporte pas de scénario très détaillé. En effet, à l'exception du jeu Dr. Mario 64 qui propose un mode « histoire » (dans lequel Mario est à la poursuite de Mad Scienstrein et de Rudy le Clown, des personnages de Wario Land 3 qui ont dérobé des mégavitamines) le scénario des jeux est très peu détaillé. Ainsi, si l'on sait que dans le premier jeu, Dr. Mario, Mario est médecin dans le laboratoire de recherches en virologie du royaume champignon lorsque Peach, alors infirmière, lui apprend que certains virus sont incontrôlables, l'on n'en sait pas plus sur le scénario des autres jeux de la série.

#### Dans d'autres supports
En octobre 1990, soit trois mois après la sortie de Dr. Mario, paraît, exclusivement au Japon, un manga (en premier lieu dans le magazine Comic BonBon, qui se basait exclusivement sur les jeux Mario) offrant une histoire différente de celle du jeu. Dans le manga, Bowser concocte une potion dans son château avec pour but de créer des virus afin de conquérir le royaume champignon. Pendant ce temps, la princesse Peach organise une exposition florale dans les jardins de son château. Durant l'exposition, Bowser arrive déguisé en femme mais est démasqué par Mario. Bowser jette alors des plantes carnivores, répandant les virus qu'il a créé. Ces virus provoquent des fous rires inarrêtables chez tous les habitants du royaume champignon. Mario rentre alors chez lui et commence à développer un remède, à l'instar du scénario des jeux. Il finit par développer un remède efficace à base de champignon. Néanmoins, Bowser ne compte pas s'arrêter sur cette défaite et crée de nouveaux virus (qui ont l'apparence des virus des jeux) qui entrent dans le corps de Luigi, pensant que ce dernier était Mario. Le remède à base de champignon trouvé par Mario est alors inefficace contre ces nouveaux virus. Peach et Mario emmènent alors Luigi à l'hôpital champignon, où on leur dit qu'il n'y a plus d'espoir pour Luigi. Bowser apparaît alors dans un écran et annonce être prêt à sauver Luigi si Peach lui remet le royaume champignon, ce que Peach refuse. Peach et Mario entrent alors dans le corps de Luigi, équipés de « mégavitamines », à bord d'une micro navette. Luigi est finalement sauvé.

### Univers

Gélule bicolore dont s'inspirent les mégavitamines.

Tous les jeux de la série prennent place dans le royaume Champignon, un royaume de fiction fantaisiste, créé par Shigeru Miyamoto, dans lequel se déroulent la plupart des jeux de la série Mario et où vivent des champignons anthropomorphes de l'espèce des toads, dirigés par la Princesse Peach.
Les jeux de la série Dr. Mario ne mettent néanmoins pas en scène le royaume Champignon de la même manière que dans les autres séries Mario. En effet, dans tous les jeux de cette série, le Royaume champignon est en proie à une épidémie, forçant Mario à combattre les virus à l'aide de remèdes nommés « mégavitamines » et ressemblant à des gélules bicolore. Dans tous les jeux, à l'exception de Dr. Mario World, les niveaux sont des bouteilles remplies de virus.

### Personnages
La série met en scène des personnages issus des franchises Mario et Wario. Néanmoins, la série apporte quelques nouveaux personnages comme le personnage du Dr. Mario ou bien les virus, antagonistes de la série.

#### Personnages originaires deDr. Mario
Le personnage du Dr. Mario apparaît en 1990 avec le jeu éponyme. Plus qu'un personnage à part entière, Dr. Mario est une des nombreuses identités de Mario. Dr. Mario a donc exactement le même physique que Mario mais diffère de ce dernier vestimentairement. En effet, Dr. Mario est vêtu d'une blouse médicale blanche. Dans une interview sur la série Super Mario, Shigeru Miyamoto a laissé entendre que « Dr. Mario n'était pas un médecin diplômé ». Néanmoins, en arrière-plan de l'écran titre de Dr. Mario: Miracle Cure, un diplôme peut être vu sur un mur.
Les virus sont les ennemis et antagonistes récurrent de la série Dr. Mario. La plupart du temps, les virus sont bipèdes et possèdent des chaussures marrons et des gants blancs. La caractéristique commune aux virus peu importe les jeux est qu'ils sont toujours unicolore et qu'ils possèdent chacun une couleur différente. Dans la version NES de Dr Mario, lorsque le joueur finis le jeu avec le niveau et la vitesse à plus de 20, une cinématique montrant un OVNI volant au-dessus d'un arbre avec les trois virus, qui pénètrent ensuite dans l'OVNI, se déclenchera, laissant entendre qu'ils pourraient être des extraterrestres. Nintendo a également mis en place une série de spots publicitaires, pour la sortie de Dr. Mario World, intitulés Virus Vid en référence aux virus.

#### Personnages originaires de la sérieMario
Depuis Dr. Mario World, la plupart des personnages de la série Mario sont présents sur les jeux Dr. Mario. Néanmoins, certains personnages sont plus récurrents que d'autres.
Luigi apparaît pour la première fois en 1983 dans Mario Bros. sur Game and Watch en tant que frère jumeau de Mario. Plus grand que son frère, Luigi est également moins courageux. La couleur emblématique de Luigi est le vert. Originellement, cette couleur lui a été attribuée à la suite de limitations techniques. Luigi bénéficie d'un jeu à son nom dans la série Dr. Mario, Dr. Luigi sorti en 2014 sur Wii U.
La Princesse Peach (ピーチ姫, Pîchi hime), appelée plus communément Peach, est un personnage de la franchise Mario de Nintendo. Créée à l'origine par Shigeru Miyamoto, Peach est la princesse du Royaume Champignon, qui est constamment attaqué par Bowser. Peach est présente dès le premier jeu de la série, en tant qu'infirmière.

#### Personnage originaire de la sérieWario
Wario, originellement créé en 1992 dans le jeu Super Mario Land 2: 6 Golden Coins par Hiroji Kiyotake, est le double maléfique de Mario. Wario fait sa première apparition en tant que personnage jouable de la série Dr. Mario en 2001 avec le jeu Dr. Mario 64. Dans ce jeu, une version alternative de Wario, Wario Vampire (où Bat Wario en anglais) est également disponible en tant que personnage déblocable. Wario est également présent en tant que personnage jouable dans le jeu Dr. Mario World.

## Système de jeu
Chaque niveau est constitué d'une bouteille contaminée par un certain nombre de virus, représentés à l'écran par des cases de couleurs. Il existe trois sortes de virus : les bleus, les jaunes et les rouges. Pour les éliminer, Mario jette dans la bouteille des capsules bicolores formées de deux blocs (bleu-bleu, jaune-jaune, rouge-rouge, bleu-rouge, bleu-jaune ou jaune-rouge). Ces capsules disparaissent si quatre blocs de même couleur sont alignés, donc pour faire disparaître les virus, il faut déplacer, retourner et accumuler les capsules de manière à aligner les blocs sur un virus de même couleur. Le niveau est terminé lorsque tous les virus ont disparu, puis on passe au niveau suivant. Chaque niveau contient évidemment plus de virus que le précédent.
Le joueur choisit le niveau de difficulté initial. Il règle pour cela un nombre entre 0 et 20 qui détermine le nombre de virus à tuer, puis sélectionne la vitesse du jeu parmi trois choix. Le score du joueur est uniquement basé sur l'élimination des virus, pas sur le temps mis à finir les niveaux ou sur le nombre de capsules utilisées. Si le niveau le plus difficile est réussi, le joueur peut continuer pour obtenir un score plus élevé mais le nombre de virus à éliminer reste le même. Des points supplémentaires sont remis lorsque plusieurs virus sont tués en un coup. Au contraire, lorsqu'une réaction en chaîne est initiée — c'est-à-dire lorsque l'élimination d'un ensemble de cases en entraîne l'élimination d'un autre — aucun point en plus n'est attribué. La vitesse du jeu influe sur le score : plus celle-ci est élevée, plus de points sont donnés,.

### Généralités
La série est composée exclusivement de jeux tetris like, c'est-à-dire des jeux se basant sur la manipulation d'objet et sur la réflexion et s'inspirant très fortement des casse-têtes. Le concept de base des jeux Dr. Mario repose sur l'élimination de virus monochromes à l'aide de gélules bicolores appelées « Mégavitamines ». L'élimination des virus se fait en alignant un côté coloré d'une gélule et trois virus de la même couleur, faisant ainsi disparaître ces derniers. Dans tous les jeux, à l'exception de Dr. Mario World, les mégavitamines vont du haut vers le bas, à une vitesse définie par le joueur avant de commencer une partie. Ainsi, la difficulté (c'est-à-dire le nombre de virus à éliminer par niveaux) et la vitesse de défilement des gélules sont prédéfinies par le joueur. À ce gameplay commun à chacun des jeux de la série, s'ajoutent des nouveautés au fil des différents opus. Ainsi, le deuxième jeu de la série, Tetris and Dr. Mario, conserve le gameplay de base de Dr. Mario mais permet au joueur d'alterner entre le gameplay de Tetris et celui de Dr. Mario. Dr. Mario 64, introduit un mode histoire, qui disparaîtra dans les prochains opus, tandis que Dr. Mario & Bactéricide ajoute le mode « bactéricide », qui introduit la possibilité de déplacer les gélules avec le pointeur de la télécommande Wii. Une pause avec… Dr Mario introduit le mode « VS CPU » (ce qui signifie « contre l'ordinateur ») qui permet au joueur de défier l'ordinateur, qui doit essayer de finir les niveaux plus rapidement que l'intelligence artificielle. Dans cet opus, le joueur peut également choisir la musique qui sera jouée dans les niveaux. Cet opus dispose de 20 niveaux de difficulté et de 3 vitesses de jeu différentes. Dr. Luigi conserve un gameplay absolument similaire au premier opus mais ajoute des gélules en forme de L, en référence au « L » de Luigi. Dr. Mario: Miracle Cure conserve le gameplay général mais ajoute des gélules dotées de power-up, permettant par exemple l'élimination d'une rangée de virus. Les powers-up peuvent néanmoins être désactivés dans les options. Le jeu induit également la possibilité de jouer avec le stylet de la Nintendo 3DS. Dr. Mario World est le premier jeu de la série sorti sur mobile. Dans cet opus, les gélules se déplacent donc avec un seul doigt via l'écran tactile du téléphone mobile et les « docteurs » sont ajoutés (il s'agit de personnages issus de la franchise Mario habillés en tenues médicales). Contrairement aux autres opus, dans Dr. Mario World, les gélules se déplacent du bas vers le haut.

## Développement

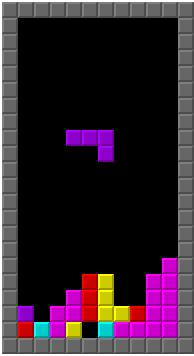
Tetris, jeu qui a fortement inspiré Dr. Mario.

Le premier jeu de la série a été développé par les studios Nintendo Research & Development 1. Apparu dans les années 1990, le jeu s'inspire fortement de Tetris, qui connait alors un immense succès commercial et d'estime dans le monde du jeu vidéo. Ce premier opus sobrement intitulé Dr. Mario a posé les bases de la série. Gunpei Yokoi est le concepteur du premier opus, tandis que Takahiro Harada en est le producteur. Hiroji Kiyotake a, quant à lui, été crédité comme graphic designer. Il était déjà connu pour avoir réalisé le design de Wario et de Samus Aran. Le premier opus de la série a été le premier jeu Nintendo à avoir été supervisé par le Super Mario Club, une équipe de Nintendo dont la mission est de tester et de déboguer certains jeux, lorsque les programmeurs n'ont pas le temps de le faire eux-mêmes. Créé par Kenji Saiki, ce Super Mario Club a été conservé pour les séries Mario et Pokémon.

### Rééditions
Bien que comportant seulement 8 opus, la série semble omniprésente sur les consoles Nintendo, du fait des nombreuses rééditions du premier opus sur différentes consoles au fil des générations. En 1990, le mode multijoueur de la version originale a été porté sur deux systèmes pour borne d'arcade : le Vs. System (sous le titre Vs. Dr. Mario) et le PlayChoice-10,. La version NES a été portée à deux reprises sur Game Boy Advance : la première fois en 2004 au sein de la série NES Classics, la seconde en 2005 avec une version de Puzzle League et sous le titre Dr. Mario and Puzzle League. Le 20 mai 2003, Nintendo a sorti le Nintendo GameCube Preview Disc pour la GameCube, qui permet aux joueurs de télécharger la version NES de Dr. Mario sur leurs consoles Game Boy Advance en utilisant le câble Nintendo GameCube Game Boy Advance.
Tetris and Dr. Mario, sorti sur Super Nintendo le 30 décembre 1994 est ressortie au Japon le 30 mars 1997, en tant que titre téléchargeable par le Satellaview (une extension de la Super Nintendo), sous le nom Dr. Mario BS Version (Ｄｒ．マリオＢＳ版). Elle est encore ressortie au Japon en téléchargement sur le système Nintendo Power de la Super Nintendo et de la Game Boy.
Le 27 juillet 2011, pour le vingt-et-unième anniversaire de la première sortie, la version originale sur Game Boy a été rendue disponible sur la console virtuelle de la Nintendo 3DS.

## Héritage

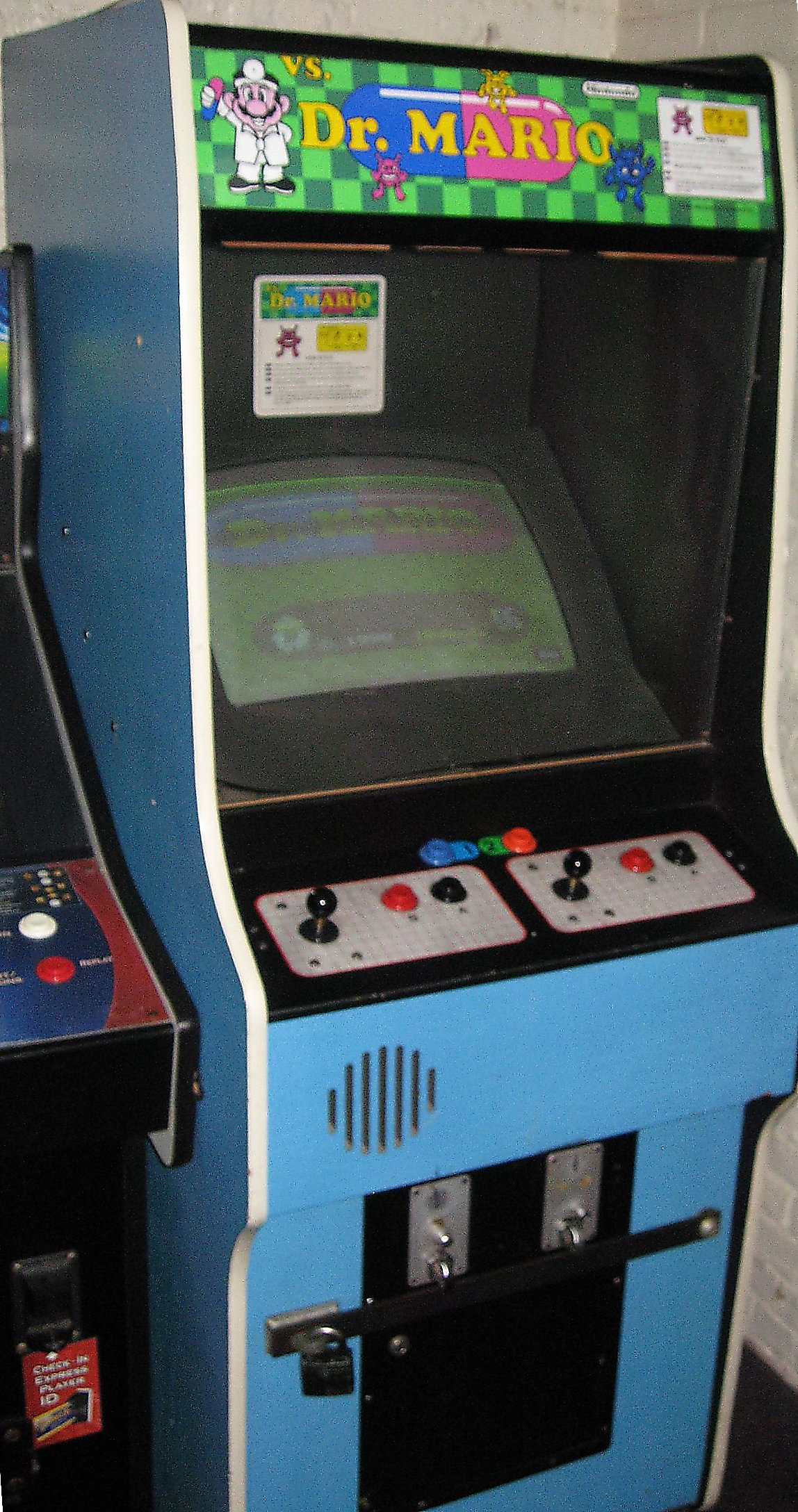
Borne d'arcade Dr. Mario.

Le personnage de Dr Mario apparaît en tant que personnage caché dans le jeu de combat Super Smash Bros. Melee, sorti en 2002 sur GameCube, où il attaque en lançant des capsules. Il n'est plus présent dans la suite du jeu, Super Smash Bros. Brawl, sortie en 2008 sur Wii. Dans cette suite figurent toutefois deux musiques de Dr. Mario, dont une arrangée par Masaaki Iwasaki. Dr Mario réapparaît dans les épisodes suivants : Super Smash Bros. for Nintendo 3DS / for Wii U, sorti en 2014 sur Nintendo 3DS et Wii U et Super Smash Bros. Ultimate, sorti en 2018 sur Nintendo Switch. Le personnage de Dr. Mario dispose également d'un amiibo à son effigie.
Une version du premier jeu dénommée Dr. Wario est incluse dans WarioWare : Minigame Mania sur Game Boy Advance. Une version simplifiée est également présente dans Programme d'entraînement cérébral avancé du Dr Kawashima : Quel âge a votre cerveau ? sur Nintendo DS en tant que mini-jeu appelé Bactéricide et qui utilise les fonctionnalités tactiles de la console. Nintendo a également fabriqué 114 bornes d'arcades à l'effigie de Dr. Mario.
La série a également fait l'objet d'une série de mangas, parue exclusivement au Japon entre 1990 et 1998, d'abord dans le magazine Comic BonBon (un hebdomadaire publiant des bandes-dessinées basée sur les jeux de la franchise Mario), avant d'être publié comme mangas à part entière. Cette série de mangas propose une histoire différente de celle des jeux vidéos.

## Identité sonore et musique
La série dispose de plusieurs musiques différentes mais la piste Fever est une musique considérée comme mythique car apparaissant en tant que thème musical principal dans la totalité des opus. Fever a été composée par Hirokazu Tanaka pour le premier opus, Dr. Mario, sorti en 1990.
En composant Fever, le but de Tanaka était de renforcer les divers sentiments ressentis par les joueurs pendant leurs parties, comme la confiance ou l'anxiété, en incorporant différents éléments dans la musique, créant une musique composée de « moments amusants » et de « moments effrayants ». Il voulait également que Fever soit « différent » et « inhabituel » alors que les jeux commençaient à évoluer et que l'industrie du jeu vidéo commençait à voir apparaître des compositeurs « de métier ». Tanaka décrit Fever comme une chanson « mignonne » reflétant le ton du jeu.
Fever fera également son apparition dans d'autres jeux Nintendo, tels que Super Smash Bros. Melee, en tant que chanson alternative à Mushroom Kingdom II, dans lequel Fever est simplement intitulée Dr. Mario et est arrangée par le compositeur de HAL Laboratory, Shogo Sakai. Un arrangement orchestré de Fever est également présenté dans l'album Super Smash Bros. Melee: Smashing ... Live!.

## Réception

### Accueil
| Jeux                        | Année | Metacritic |
| --------------------------- | ----- | ---------- |
| Dr. Mario                   | 2004  | 66%        |
| Dr. Mario 64                | 2001  | 71%        |
| Dr. Mario & Bactéricide     | 2008  | 72%        |
| Une pause avec... Dr. Mario | 2008  | 76%        |
| Dr. Luigi                   | 2013  | 65%        |
| Dr. Mario: Miracle Cure     | 2015  | 69%        |
| Dr. Mario World             | 2019  | 58%        |

La série n'est pas très connue du grand public et a surtout été mise en lumière par l'apparition du personnage Dr Mario en tant que combattant dans la franchise Super Smash Bros.. Elle reste plutôt appréciée des joueurs. Certains parents ont néanmoins critiqué le premier opus sur le fait que bien qu'étant destiné aux enfants, le jeu a pour thème la médecine. Le premier opus a néanmoins popularisé le concept du Puyo Puyo, c'est-à-dire de combiner des objets en fonction de leur couleur.

### Ventes
Bien que n'étant pas parmi les franchises Nintendo les plus connues, les jeux Dr. Mario obtiennent néanmoins des résultats commerciaux assez honorables. Ainsi, le premier opus cumule, avec les versions NES et Gameboy, plus de 3,6 millions de ventes dès sa première semaine de sortie. La version Gameboy fait près de 2,08 millions de ventes pour 1,53 million pour la version NES.
Dr. Mario World, quant à lui, comptabilise, lors de ses trois premiers jours de disponibilité, près de deux millions de téléchargements pour environ 100 000 dollars de recettes, devenant ainsi le jeu mobile Nintendo ayant généré le moins de recettes par téléchargements (0,05 dollar par joueur). En septembre 2019, le jeu est installé sur 7,4 millions de téléphones, rapportant ainsi 1,4 million de dollars de recettes, ce qui en fait l'un des jeux mobile les moins performants de Nintendo.